# Formato (arte)
Formato es un término que en la producción artística y la historiografía del arte se refiere a las dimensiones de una obra cualquiera: altura, anchura y profundidad en las tridimensionales (escultura —no suele utilizarse esta expresión en arquitectura—); altura y anchura en las bidimensionales (pintura, dibujo, grabado, fotografía). Convencionalmente se indica como el producto (en cada caso) de dos o tres cantidades, expresadas en centímetros (excepto en los Estados Unidos, donde es habitual hacerlo en pulgadas).
El formato determina el encuadre y controla la composición, a través de las proporciones y de la orientación. Las proporciones más utilizadas son las que se aproximan a la razón áurea y las equilibradas del cuadrado; y menos habituales los formatos curvos (circulares-tondo- o elípticos) o mixtilíneos (cuadrilóbulo). Las orientaciones más habituales son la vertical o la horizontal (muy raramente otras, como la diagonal).
Las expresiones "pequeño formato" y "gran formato" están muy extendidas para designar los tamaños de pinturas y esculturas,

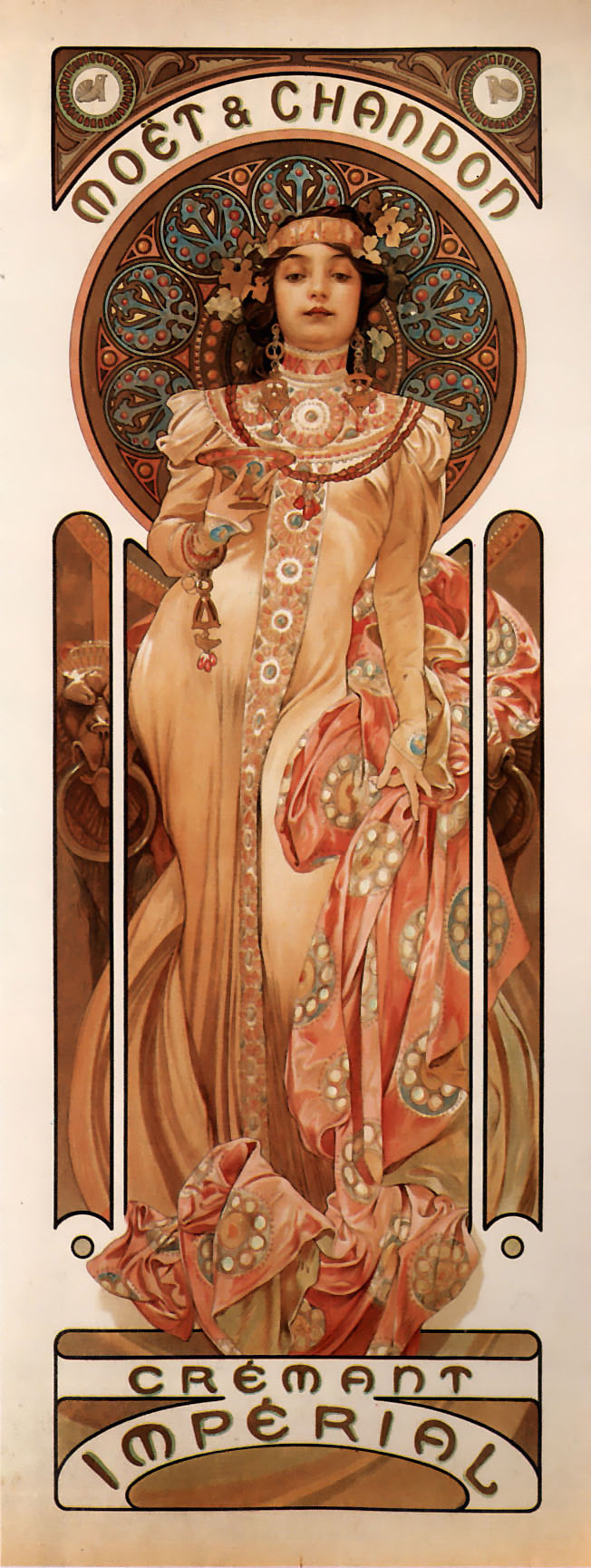
Cartel publicitario, de Alfons Mucha, 61 × 23 cm (muy alargado en vertical).
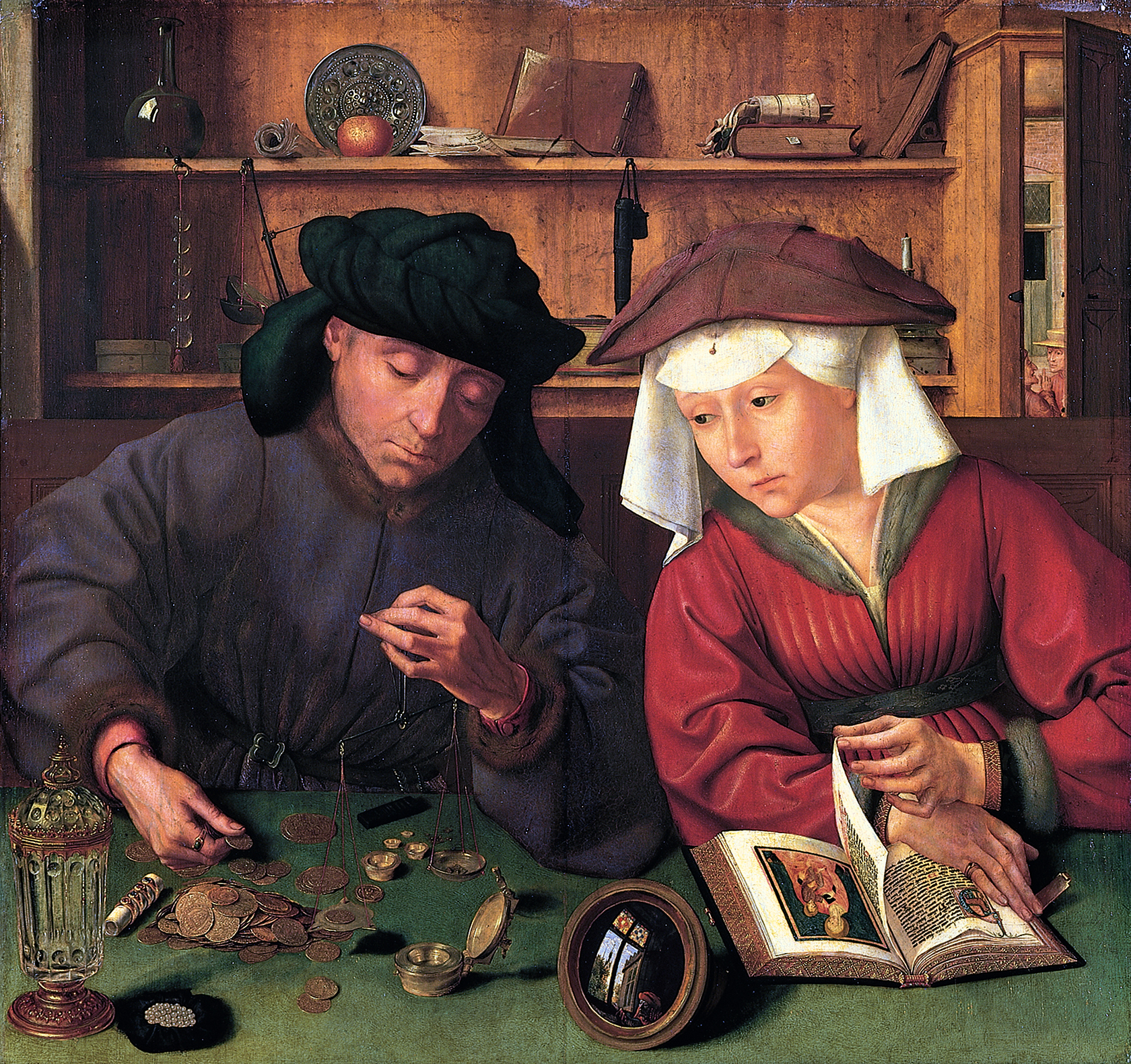
El cambista y su mujer, de Quentin Massys, 71 × 68 cm (casi cuadrado).
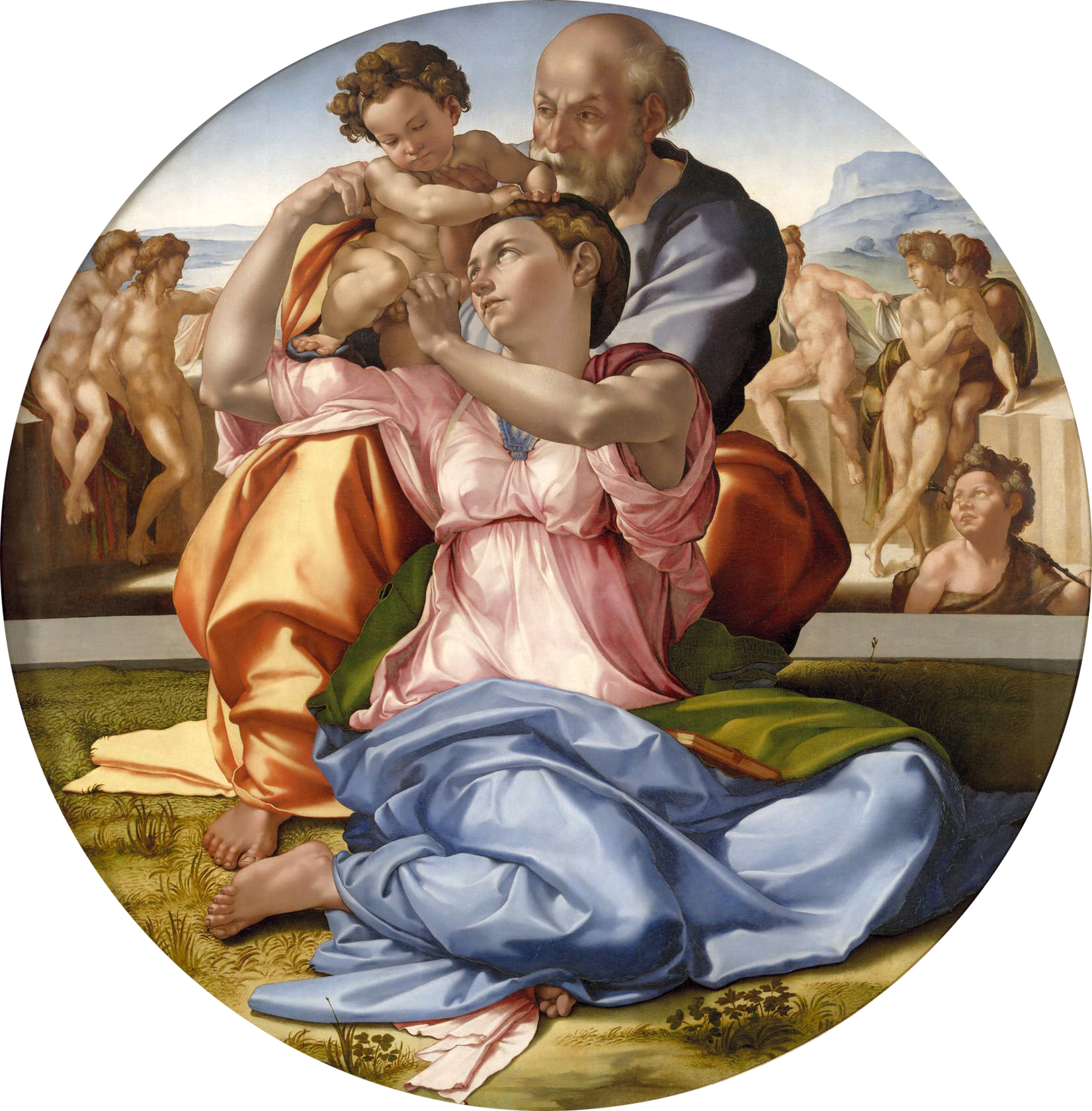
Tondo Doni, de Miguel Ángel Buonarrotti, 120 × 120 cm (estrictamente circular).
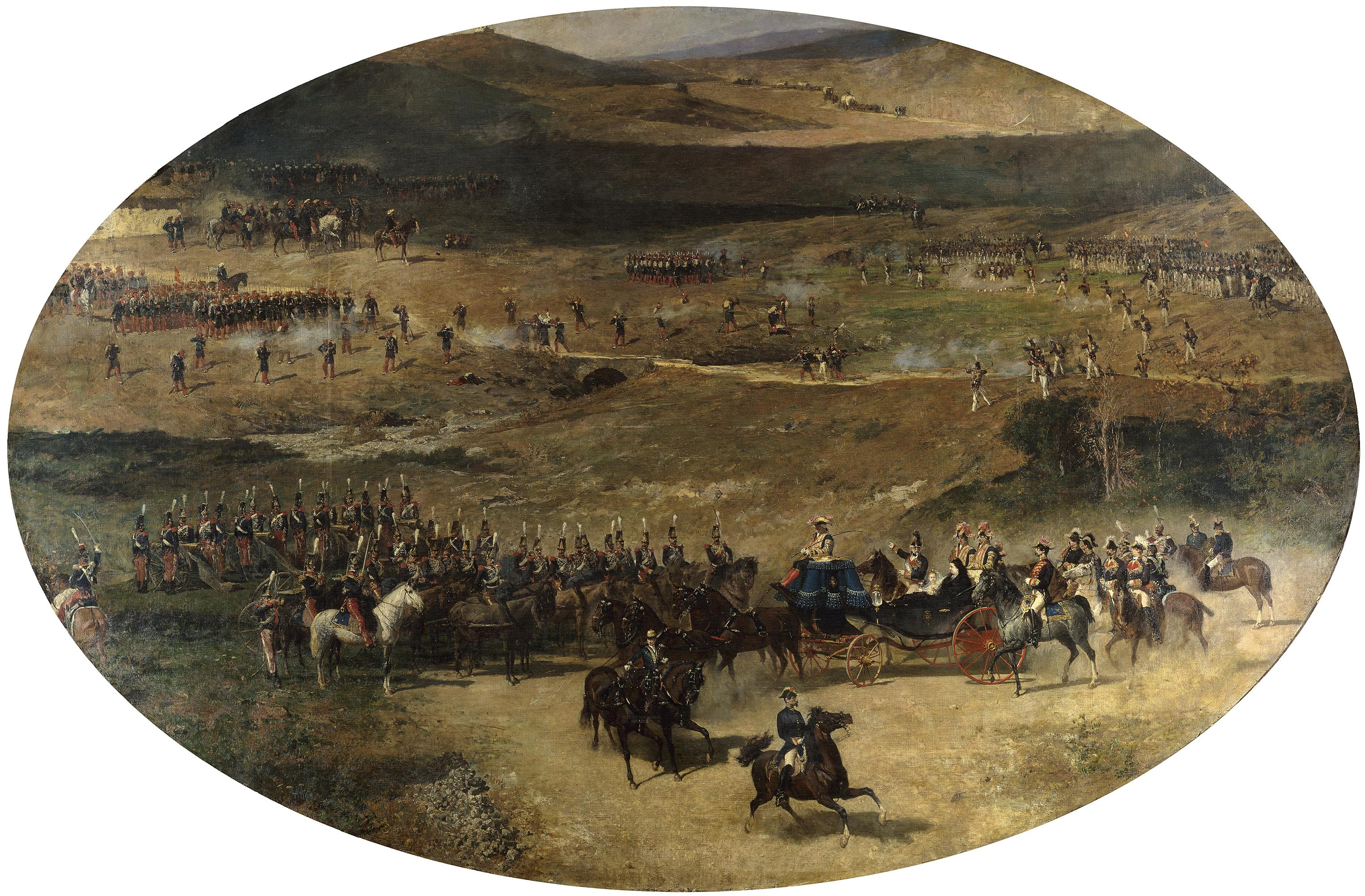
Revista de tropas, de Mariano Fortuny, 300 × 460 cm (elíptico).
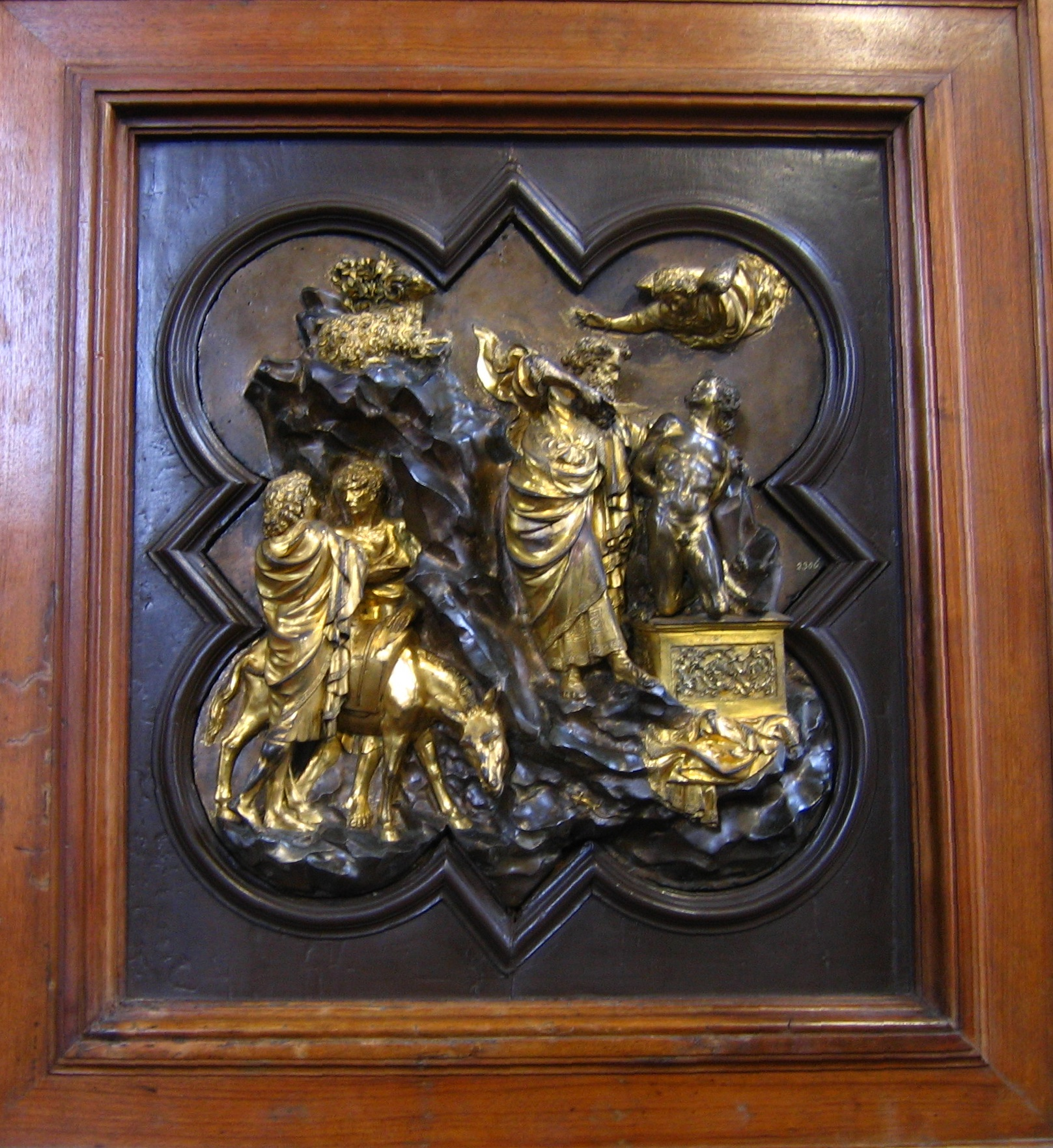
Sacrificio de Isaac, de Ghiberti (cuadrilóbulo), 45 × 38 cm.

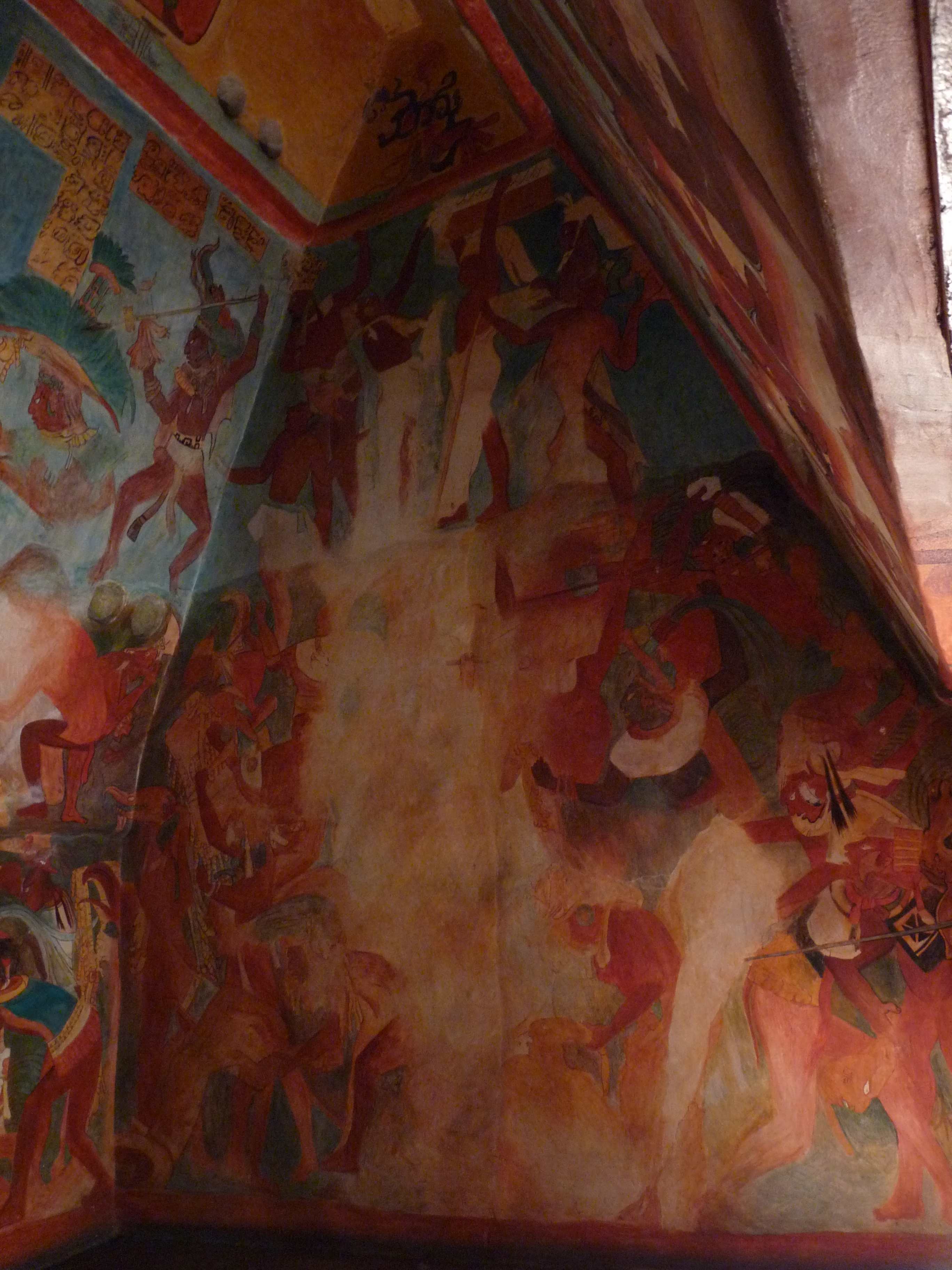
Murales de Bonampak (adaptados al soporte arquitectónico poliédrico).

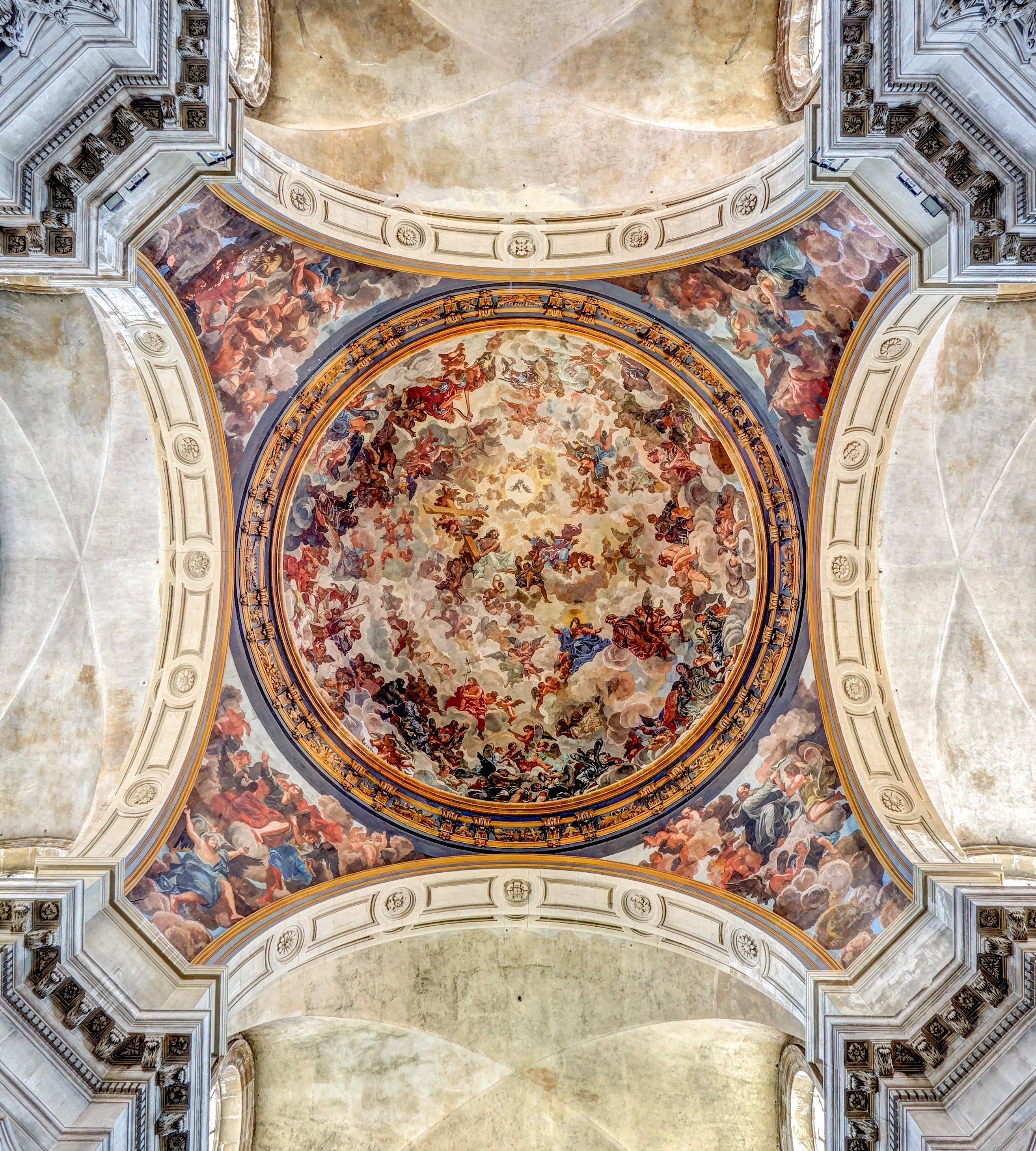
Gloria celeste, fresco de Claude Jacquart en la catedral de Nancy, 1723-1727 (adaptados al soporte arquitectónico semiesférico -14 m de diámetro-).

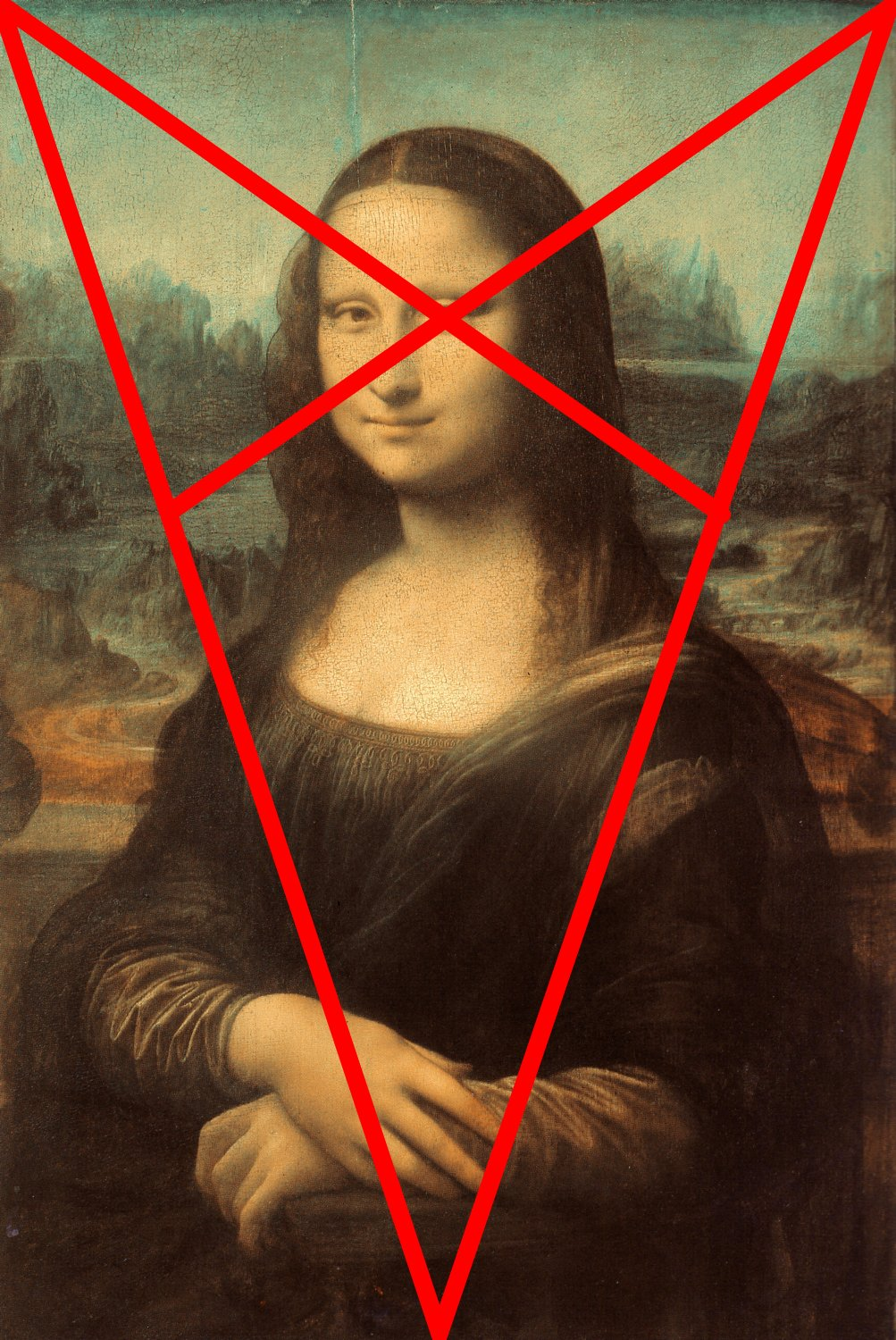
Estudio de composición sobre La Gioconda, de Leonardo da Vinci, 77 x 53 cm. No es un rectángulo áureo (que sería 77 x 48 cm para esa altura), aunque se le aproxima. La elección del formato parece obedecer sobre todo al trazado de un triángulo áureo entre los vértices de un lado menor y el centro del lado menor opuesto (el triángulo áureo es el derivado del hexágono).

## Fotografía, cine, televisión y publicidad
Independientemente del formato en cuanto al tamaño real de las pantallas (donde hay mucha mayor variación), el formato en cuanto a proporción ancho:alto de la fotografía y el cine depende de estándares industriales (cinemascope, panavisión) en mucha mayor medida que en pintura (donde también hay formatos estándar para lienzos y formatos de papel sujetos a normalización). La proporción 4:3 de las pantallas de televisión iniciales fue sustituida a comienzos del siglo XX por el formato 16:9 (pantalla ancha). Para indicar esas proporciones se da en primer lugar la anchura, seguida de la altura, al contrario que en el uso convencional del formato en centímetros de las obras de arte. La publicidad utiliza pantallas de muy distintos formatos (incluso verticales en vez de horizontales).

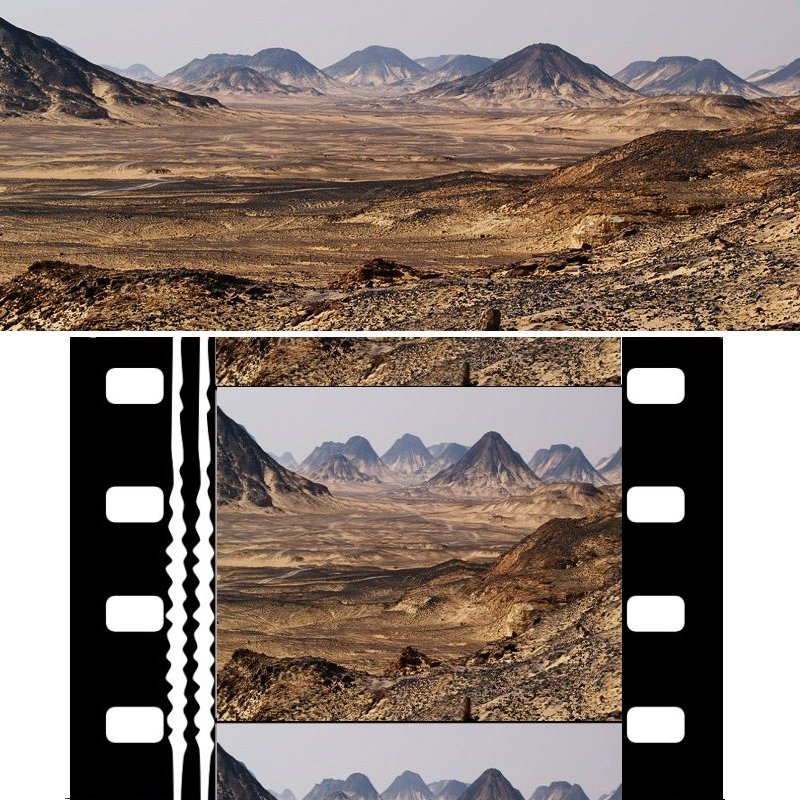
Fotograma tradicional con distorsión anamórfica del cinemascope.
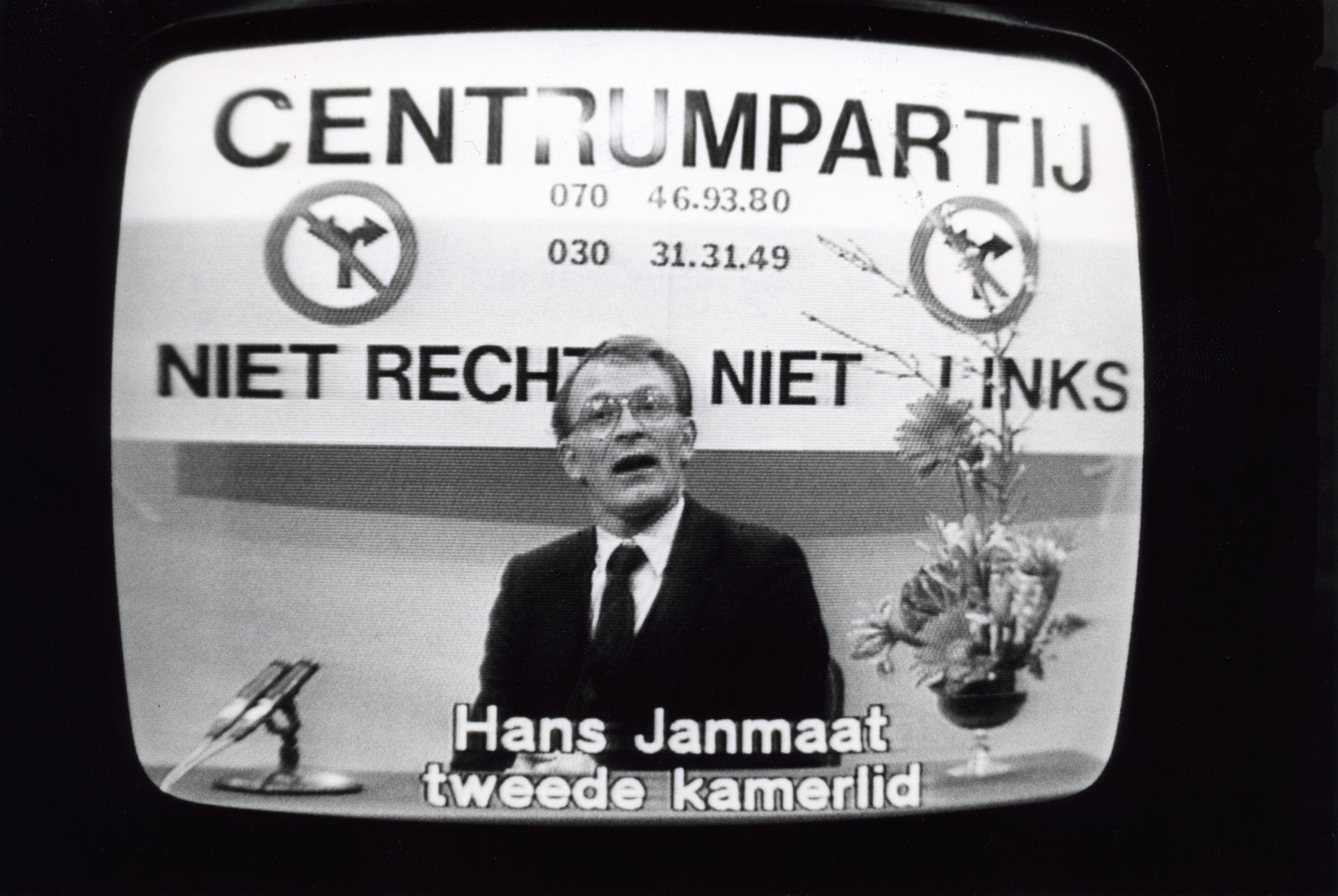
Pantalla de televisión de mediados del siglo XX, de tubo catódico (lo que impone una cierta curvatura y los bordes redondeados) y monocroma (tubos similares se utilizaron para la televisión en color.
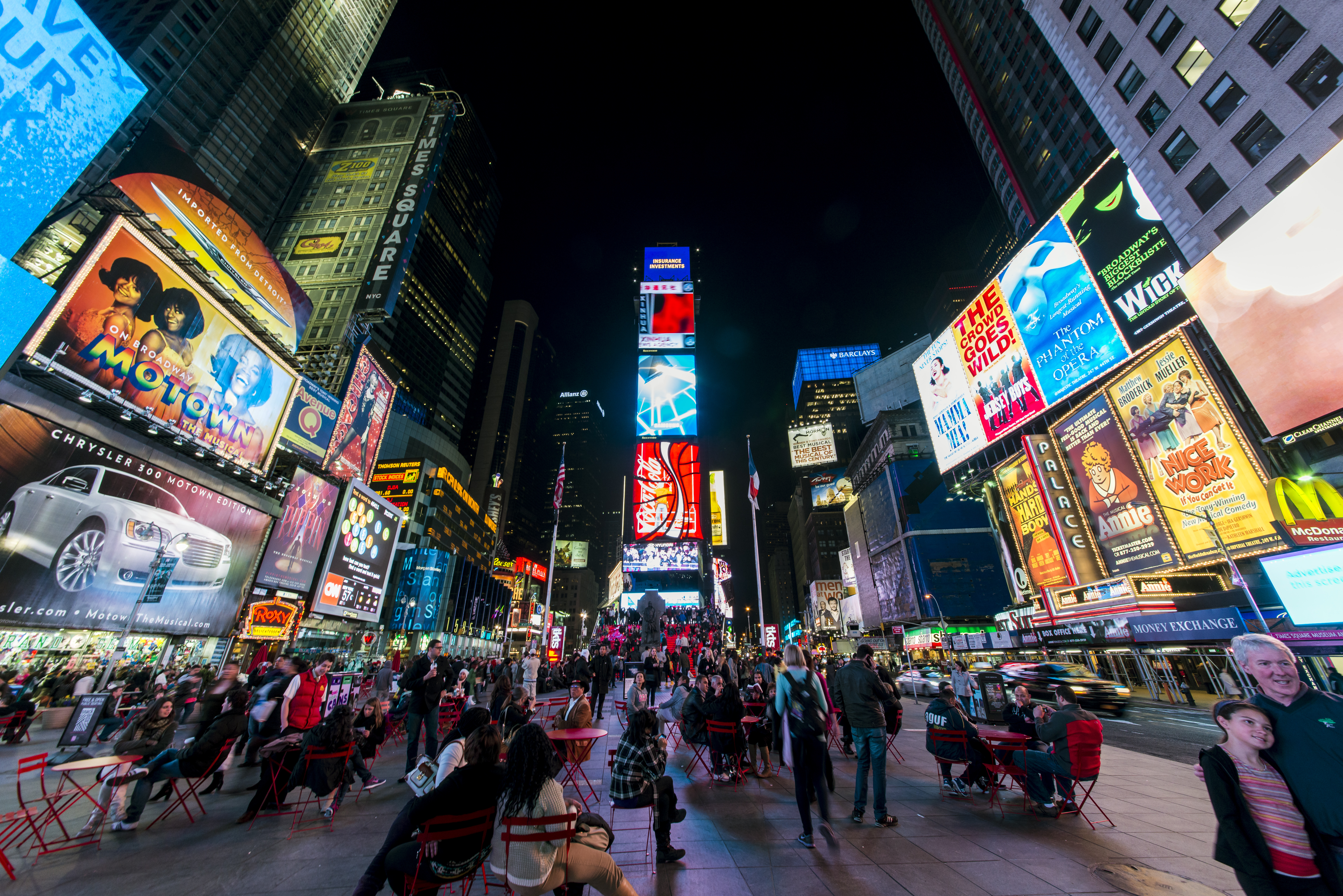
Carteles publicitarios y pantallas en Times Square (Nueva York).

## Otros usos
El término "formato" tiene otros usos en contextos artísticos y literarios; especialmente en periodismo, donde "formato periodístico" son las características técnicas y de presentación de un periódico, revista, programa de radio, programa de televisión, etc., especialmente cuando determinan el tipo de público al que van destinados.
También se utiliza la expresión formato con el mismo sentido en la industria musical y la audiovisual; y de una manera extendida, en artes escénicas, con un significado similar al de género artístico.

## Arquitectura
Las proporciones arquitectónicas se establecieron en la arquitectura clásica atendiendo al módulo, teóricamente basado en las proporciones del cuerpo humano (canon escultórico, hombre vitruviano) que se trasponen a las dimensiones del radio de la columna en proporción con su longitud, y de esta a las distintas partes del resto del edificio. En la arquitectura medieval se pretendían emplear proporciones matemáticas que reprodujeran la armonía universal establecida por Dios (el "gran arquitecto del universo", representado iconográficamente como Dios-geómetra), relacionadas con los textos bíblicos o con tradiciones que los maestros constructores pretendían remontar a Pitágoras o a los egipcios (y que con el tiempo dieron origen a la parafernalia masónica del siglo XVIII). La arquitectura del renacimiento recupera los textos clásicos (De architectura libri decem, Marco Vitruvio) y elabora nuevos tratados de arquitectura, con gran cuidado en las medidas y sus proporciones (De re aedificatoria, Leon Battista Alberti, 1452; Trattato di architettura civile e militare, Francesco di Giorgio, ca. 1480-1490; Las Medidas del Romano, Diego de Sagredo, 1526; I Sette libri dell'architettura, Sebastiano Serlio, 1537-1551; I quattro libri dell'architettura, Andrea Palladio, 1570; Due regole della prospettiva prattica y Regola delli cinque ordini d'architettura, de Jacopo Vignola -publicados tras su muerte-; De varia commensuracion para la escultura y arquitectura, de Juan de Arfe y Villafañe). En las Explanationes de Juan Bautista de Villalpando (que se ha considerado como un texto programático de la Academia de Matemáticas de Madrid, fundada por el arquitecto Juan de Herrera) se explicitaba que en arquitectura debían emplearse "proporciones perfectas y regulares", y reproducirse "las proporciones del cosmos" y representar "las proporciones de la figura humana", correspondientes a "las armonías musicales descubiertas y estudiadas por Pitágoras y Platón, san Agustín y Boecio, por ser éstas también las armonías de nuestro mundo visible. Las proporciones arquitectónicas debían, pues, ser comunes a la naturaleza y las artes todas, para el macro y el microcosmos simultáneamente."

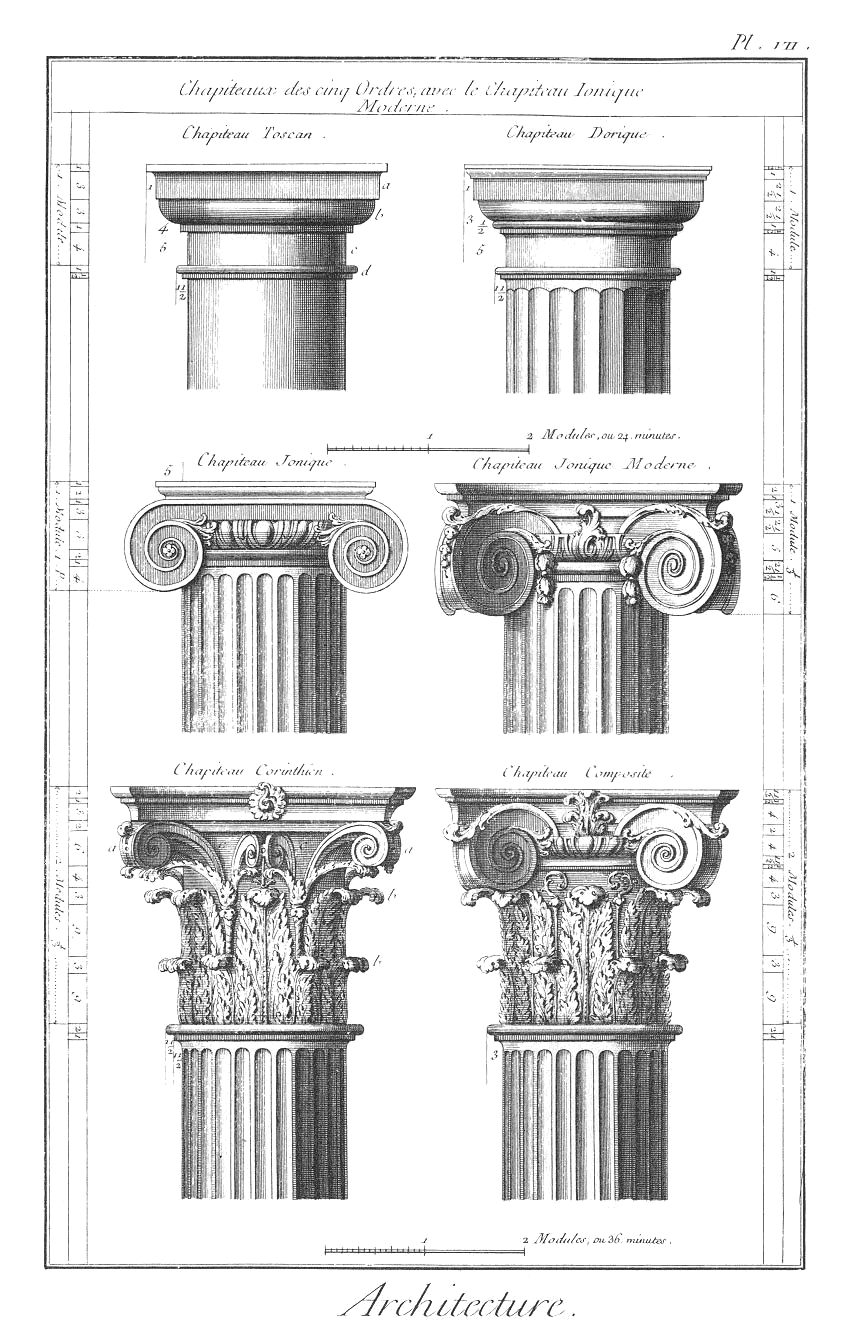
Órdenes arquitectónicos clásicos.
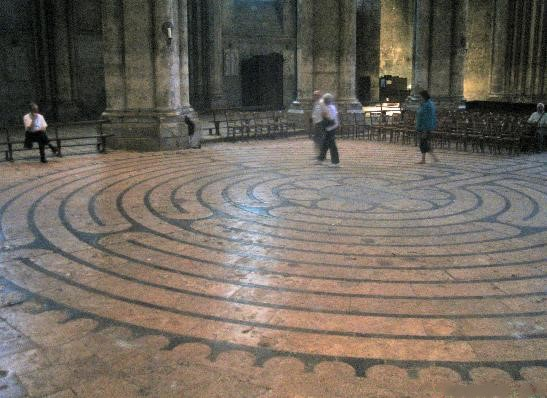
Laberinto de la catedral de Chartres.
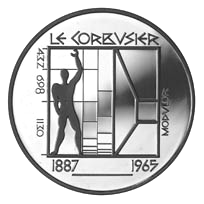
Modulor de Le Corbusier.

| Figuras del Trattato di architettura de Francesco di Giorgio | Figuras del Trattato di architettura de Francesco di Giorgio | Figuras del Trattato di architettura de Francesco di Giorgio |
| ------------------------------------------------------------ | ------------------------------------------------------------ | ------------------------------------------------------------ |
|                                                              |                                                              |                                                              |
| Hombre de Vitruvio                                           | Diseño de iglesia                                            | Diseño de castillo                                           |

Alberti advertía que en la explicitación de las proporciones que regían entre los miembros de la edificación clásica no se utilizaban más números que el 1, 2, 3 y 4, es decir, los que definen la consonancia perfecta. Reger-Benavente estimaban que la relación dupla era "preferible en las razones y proporciones arquitectónicas", pero extendían la aprobación a la consonancia imperfecta del intervalo de tercera que vemos también usado en la construcción medieval: si "se pueden discernir y comparar bien entre sí nace la consonancia y si sólo se comparan entre sí dificultosamente nacerá la disonancia; así en la octava, en la quinta y en la tercera los números de las vibraciones son como 2:1, 3:2, 5:4" Las historias de la estética destacan la interpretación musical de la arquitectura expuesta por Hegel, pero, como puede observarse, la idea dista mucho de ser original de este filósofo: figura lo mismo en los tratados científicos que en los prácticos, lo que demuestra que estaba arraigada entre los constructores; Torija, por ejemplo, indicaba que "para la consonancia de los edificios es la música y que en el todo resulte la proporción y las partes de él".

### Pequeño, mediano o gran formato
Las dimensiones que diferencian un "pequeño", "mediano" o "gran formato" en una obra de arte (particularmente en una pintura) pueden establecerse a partir de la necesidad de espacio para su exhibición y, en su caso, para su transporte. Así, por ejemplo, son factores limitantes: si cabe en una estancia privada o necesita una mayor (las dimensiones de altura y anchura de sus paredes), si entra por una puerta de altura convencional (para lo que es conveniente que su medida menor no supere los dos metros), o si puede doblar la esquina en una estancia de paso de anchura convencional (para lo que, si su medida mayor es compatible con la altura de la estancia, basta con que su medida menor permita el paso en posición diagonal). Si puede transportarse enrollado, la limitación se reduce a la medida menor. Las superficies inferiores a 1 m² pueden considerarse "pequeño formato" y las superiores a 4 m² pueden considerarse "gran formato".